# Mozambiquesijs
De mozambiquesijs (Crithagra mozambica; synoniem: Serinus mozambicus) is een contrastrijk gekleurd vogeltje uit de familie van de Fringillidae (Vinkachtigen) uit  Sub-Saharisch Afrika. De vogel wordt vaak in volières gehouden.

## Kenmerken
De vogel is 11 tot 13 cm lang en weegt 8,5 tot 16,2 g. Het is een kleine vogel met een korte staart. De koptekening is opvallend, het mannetje heeft een donkerbruine oogstreep en daarboven een brede heldergele wenkbrauwstreep. De kruin is weer donker en er is een donkere baardstreep. De borst en de stuit zijn geel, van boven is de vogel merendeels grijs tot olijfgroen met streepjes. Het vrouwtje mist de duidelijke baardstreep en heeft minder contrast in de koptekening.

## Verspreiding en leefgebied
De soort telt 10 ondersoorten:
- C. m. caniceps: van zuidelijk Mauritanië, Senegal en Gambia tot noordelijk Kameroen.
- C. m. punctigula: centraal en zuidelijk Kameroen.
- C. m. grotei: oostelijk Soedan, westelijk en zuidwestelijk Ethiopië.
- C. m. gommaensis: Eritrea, noordwestelijk en centraal Ethiopië.
- C. m. barbata: van zuidelijk Tsjaad en de Centraal-Afrikaanse Republiek tot zuidwestelijk Kenia en centraal Tanzania.
- C. m. tando: van Gabon tot Angola.
- C. m. samaliyae: zuidoostelijk Congo-Kinshasa, zuidwestelijk Tanzania en noordoostelijk Zambia.
- C. m. vansoni: zuidoostelijk Angola, noordoostelijk Namibië en zuidwestelijk Zambia.
- C. m. mozambica: van Kenia tot oostelijk Botswana, Zimbabwe, noordoostelijk Zuid-Afrika en het zuidelijke deel van Centraal-Mozambique.
- C. m. granti: zuidelijk Mozambique en oostelijk Zuid-Afrika.
- Verwilderde populaties komen voor in onder andere Mauritius, Réunion, Rodrigues, Hawaii en Puerto Rico.

Het leefgebied is meestal laaglandsavanne maar ook plantages, de randen van agrarisch gebied, akkers met gierst, tuinen en vegetatie langs rivieren, beken en wegen. De ondersoorten in Oost-Afrika komen ook voor in hooglanden tot op 2300 m boven de zeespiegel in Eritrea.

## Status
De grootte van de wereldpopulatie is niet gekwantificeerd. De vogel is plaatselijk nog talrijk, maar gaat in aantal achteruit. Echter, het tempo ligt onder de 30% in tien jaar (minder dan 3,5% per jaar). Om deze redenen staat de mozambiquesijs als niet bedreigd op de Rode Lijst van de IUCN.